# Mohamed Mohyeldin
Mohamed Mohyeldin –en árabe, محمد محيي الدين– (nacido el 1 de octubre de 1991) es un deportista egipcio que compite en judo. Ganó una medalla en los Juegos Panafricanos de 2015, y siete medallas en el Campeonato Africano de Judo entre los años 2014 y 2020.

## Palmarés internacional
| Juegos Panafricanos | Juegos Panafricanos               | Juegos Panafricanos | Juegos Panafricanos |
| Año                 | Lugar                             | Medalla             | Categoría           |
| ------------------- | --------------------------------- | ------------------- | ------------------- |
| 2015                | Brazzaville (República del Congo) | Medalla de oro      | –73 kg              |
| Campeonato Africano |                                   |                     |                     |
| Año                 | Lugar                             | Medalla             | Categoría           |
| 2014                | Puerto Louis (Mauricio)           | Medalla de bronce   | –73 kg              |
| 2015                | Libreville (Gabón)                | Medalla de oro      | –73 kg              |
| 2016                | Túnez (Túnez)                     | Medalla de oro      | –73 kg              |
| 2017                | Antananarivo (Madagascar)         | Medalla de oro      | –73 kg              |
| 2018                | Túnez (Túnez)                     | Medalla de plata    | –73 kg              |
| 2019                | Ciudad del Cabo (Sudáfrica)       | Medalla de plata    | –73 kg              |
| 2020                | Antananarivo (Madagascar)         | Medalla de oro      | –73 kg              |